# Ołeksandr Stacenko
Ołeksandr Stacenko (ukr. Олександр Стаценко; ur. 10 listopada 1983) – ukraiński siatkarz, grający na pozycji atakującego. Wielokrotny reprezentant Ukrainy. W sezonie 2010/2011 reprezentował barwy AZS-u Politechniki Warszawskiej. Od sezonu 2017/2018 występuje w drużynie Łokomotyw Charków.

## Sukcesy klubowe
Puchar Top Teams:
- 2004

Mistrzostwo Ukrainy:
- 2004, 2005, 2007, 2009, 2010, 2015
- 2008, 2018

Puchar Ukrainy:
- 2004, 2006, 2007, 2008, 2009, 2014

Superpuchar Ukrainy:
- 2017